# كسوف الشمس 12 أغسطس 2064

## كسوفات أخري ذات الصلة

### كسوف الشمس 2062-2065
قالب:Solar eclipse set 2062–2065
هذا الكسوف هو جزء من سلسلة فصل دراسي. يتكرر الكسوف في سلسلة فصل دراسي من الكسوف الشمسي كل 177 يومًا تقريبًا و 4 ساعات (فصل دراسي) في العقد المتناوبة من مدار القمر.
| 121 | كسوف الشمس في 11 مارس 2062 Partial   | 126 | كسوف الشمس في 3 سبتمبر 2062 Partial |
| 131 | كسوف الشمس في 28 فبراير 2063 Annular | 136 | كسوف الشمس في 24 أغسطس 2063 Total   |
| 141 | كسوف الشمس 17 فبراير 2064 Annular    | 146 | كسوف الشمس 12 أغسطس 2064 Total      |
| 151 | كسوف الشمس 5 فبراير 2065 Partial     | 156 | كسوف الشمس في 2 أغسطس 2065 Partial  |

### ساروس 146
وهو جزء من دورة ساروس 146 ويتكرر كل 18 سنة و 11 يوماً ويحتوي على 76 حدثاً. بدأت السلسلة بكسوف جزئي للشمس في 19 سبتمبر 1541. تحتوي على كسوف كلي من 29 مايو 1938 حتى 7 أكتوبر 2154، والكسوف الهجين من 17 أكتوبر 2172 حتى 20 نوفمبر 2226، والكسوف الحلقي من 1 ديسمبر 2244 حتى 10 أغسطس 2659. تنتهي السلسلة في العضو 76 ككسوف جزئي في 29 ديسمبر 2893. كانت أطول مدة للإجمالي هي 5 دقائق و 21 ثانية في 30 يونيو 1992 .
| تحدث أعضاء السلسلة 21-37 بين عامي 1901 و 2200: | تحدث أعضاء السلسلة 21-37 بين عامي 1901 و 2200: | تحدث أعضاء السلسلة 21-37 بين عامي 1901 و 2200: |
| 21                                             | 22                                             | 23                                             |
| ---------------------------------------------- | ---------------------------------------------- | ---------------------------------------------- |
| </img> </br> 7 مايو 1902                       | </img> </br> 18 مايو 1920                      | </img> </br> 29 مايو 1938                      |
| 24                                             | 25                                             | 26                                             |
| </img> </br> 8 يونيو 1956                      | </img> </br> 20 يونيو 1974                     | </img> </br> 30 يونيو 1992                     |
| 27                                             | 28                                             | 29                                             |
| </img> </br> 11 يوليو 2010                     | </img> </br> 22 يوليو 2028                     | </img> </br> 2 أغسطس 2046                      |
| 30                                             | 31                                             | 32                                             |
| </img> </br> 12 أغسطس 2064                     | </img> </br> 24 أغسطس 2082                     | </img> </br> 4 سبتمبر 2100                     |
| 33                                             | 34                                             | 35                                             |
| </img> </br> 15 سبتمبر 2118                    | </img> </br> 26 سبتمبر 2136                    | </img> </br> 7 أكتوبر 2154                     |
| 36                                             | 37                                             |                                                |
| </img> </br> 17 أكتوبر 2172                    | </img> </br> 29 أكتوبر 2190                    |                                                |

### سلسلة اينكس
هذا الكسوف هو جزء من دورة اينكس طويلة الأمد، يتكرر عند العقد المتناوبة كل 358 شهرًا سينوديًا (≈ 10571.95 يومًا، أو 29 عامًا ناقص 20 يومًا). مظهره وخط طوله غير منتظمين بسبب عدم التزامهما مع الشهر غير الطبيعي (فترة الحضيض). ومع ذلك فإن مجموعات اينكس 3 دورات (87 سنة ناقص شهرين) تقترب (≈ 1،151.02 شهرًا غير طبيعي)، لذا فإن الكسوف متشابه في هذه المجموعات.
| أعضاء سلسلة Inex بين عامي 1901 و 2100:        | أعضاء سلسلة Inex بين عامي 1901 و 2100:       | أعضاء سلسلة Inex بين عامي 1901 و 2100:        |
| --------------------------------------------- | -------------------------------------------- | --------------------------------------------- |
| </img> </br>22 نوفمبر 1919 </br> (ساروس 141)  | </img> </br> 1 نوفمبر 1948 </br> (ساروس 142) | </img> </br> 12 أكتوبر 1977 </br> (ساروس 143) |
| </img> </br> 22 سبتمبر 2006 </br> (ساروس 144) | </img> </br> 2 سبتمبر 2035 </br> (ساروس 145) | </img> </br> 12 أغسطس 2064 </br> (ساروس 146)  |
| </img> </br> 23 يوليو 2093 </br> (ساروس 147)  |                                              |                                               |

### سلسلة ميتونيك
قالب:Solar Metonic series 2011 June 1
تكرر سلسلة ميتونيك الكسوف كل 19 عامًا (6939.69 يومًا)، وتستمر حوالي 5 دورات. يحدث الكسوف في نفس تاريخ التقويم تقريبًا. بالإضافة إلى ذلك تكرر سلسلة اوكتون الفرعية 1/5 هذه المدة أو كل 3.8 سنوات (1387.94 يومًا). تحدث جميع الكسوفات في هذا الجدول عند العقدة الهابطة للقمر.
| 21 eclipse events between June 1, 2011 and June 1, 2087 | 21 eclipse events between June 1, 2011 and June 1, 2087 | 21 eclipse events between June 1, 2011 and June 1, 2087 | 21 eclipse events between June 1, 2011 and June 1, 2087 | 21 eclipse events between June 1, 2011 and June 1, 2087 |
| May 31 – June 1                                         | March 19–20                                             | January 5–6                                             | October 24–25                                           | August 12–13                                            |
| 118                                                     | 120                                                     | 122                                                     | 124                                                     | 126                                                     |
| ------------------------------------------------------- | ------------------------------------------------------- | ------------------------------------------------------- | ------------------------------------------------------- | ------------------------------------------------------- |
| كسوف الشمس 1 يونيو 2011                                 | كسوف الشمس 20 مارس 2015                                 | كسوف الشمس في 6 يناير 2019                              | كسوف الشمس 25 أكتوبر 2022                               | كسوف الشمس 12 أغسطس 2026                                |
| 128                                                     | 130                                                     | 132                                                     | 134                                                     | 136                                                     |
| كسوف الشمس 1 يونيو 2030                                 | كسوف الشمس 20 مارس 2034                                 | كسوف الشمس 5 يناير 2038                                 | كسوف الشمس 25 أكتوبر 2041                               | كسوف الشمس 12 أغسطس 2045                                |
| 138                                                     | 140                                                     | 142                                                     | 144                                                     | 146                                                     |
| كسوف الشمس 31 مايو 2049                                 | كسوف الشمس 20 مارس 2053                                 | كسوف الشمس في 5 يناير 2057                              | كسوف الشمس في 24 أكتوبر 2060                            | كسوف الشمس 12 أغسطس 2064                                |
| 148                                                     | 150                                                     | 152                                                     | 154                                                     | 156                                                     |
| كسوف الشمس في 31 مايو 2068                              | كسوف الشمس في 19 مارس 2072                              | كسوف الشمس في 6 يناير 2076                              | كسوف الشمس في 24 أكتوبر 2079                            | كسوف الشمس في 13 أغسطس 2083                             |
| 158                                                     | 160                                                     | 162                                                     | 164                                                     | 166                                                     |
| كسوف الشمس في 1 يونيو 2087                              |                                                         |                                                         | كسوف الشمس في 24 أكتوبر 2098                            |                                                         |